# Milingimbi
Milingimbi ist eine Siedlung auf Milingimbi Island im Arnhem Land in australischen Northern Territory, die etwa 500 Kilometer östlich von Darwin und 250 Kilometer westlich of Nhulunbuy liegt. Die Insel ist etwa 500 Meter vom Festland entfernt und ist die größte der Crocodile Islands.

## Geschichte
Milingimbi ist eine Siedlung auf dieser Insel mit einer Aborigines-Missionsstation der Methodisten-Kirche, die 1923 errichtet wurde. Im Zweiten Weltkrieg wurde auf der Millingimbi-Insel ein Landepiste der Royal Australian Air Force eingerichtet, der von den Luftstreitkräften Japans bombardiert wurde. Die Aborigines wurden daraufhin evakuiert, die Missionsstation geschlossen. Eine Rückkehr der Aborigines erfolgte erst 1951.

## Einwohner
Die Aborigines vom Aboriginesstamm der Yolngu auf der Insel sprechen hauptsächlich Djambarrpuyŋu. Englisch ist die Zweitsprache. Die Insel hat eine Flugzeug-Landepiste und eine Wetterstation.

## Aborigines-Kunst
Die Aborigines des Ortes haben eine lange Tradition in der Rindenmalerei, Schnitzerei und Weberei. Der Ort hat zahlreiche Künstler von nationalem und internationalem Rang hervorgebracht. Die Rinden wurden, lange bevor die Kolonisatoren nach Australien kamen, bemalt. Von dieser Kunst wurde erstmals 1912 berichtet. Sie wurde in den 1920er Jahren von den ersten Methodisten-Missionaren gesammelt, die versuchten, die kreative Kunst der Yolngu-Aborigines zu kommerzialisieren. Der künstlerische Durchbruch der Rindenmalerei gelang allerdings erst in den 1960er Jahren. Die Künstler auf dieser Insel stellten Rindenmalerei für ihre eigenen zeremoniellen Zwecke und zum Verkauf her.